# Temporada 1907-1908 del Liceu
| Temporada 1907-1908 del Liceu      |                       |                                     |                   | |           |                                                  |
| Òpera                              | Compositor            | Director musical                    | Director d'escena | Papers principals | Producció | Dates                                            |
| Manon                              | Jules Massenet        |                                     |                   | Giuseppe Anselmi, Giorgina Caprile, Astillero, Conrad Giralt |           | 4 de desembre                                    |
| Tosca                              | Giacomo Puccini       | Vittorio Podesti                    |                   | Lina Pasini-Vitale / Hariclea Darclée (18 desembre), Giuseppe Anselmi (10, 14, 22, 26 desembre) / Francesco Fazzini (18, 29 desembre; 21 febrer), Giuseppe Kaschmann (10, 14, 18 desembre) / Michele De Padova (22, 26, 29 desembre) / Eugenio Giraldoni (21 febrer) |           | 10, 14, 18, 22, 26, 29 desembre 1907 / 21 febrer |
| Werther                            | Jules Massenet        | Vittorio Podesti / Gino Golisiciani |                   | Giuseppe Anselmi (17, 19 desembre) / Mattia Battistini (28 desembre), Rogelio Astillero, Maria Verger, Ines Ferraris |           | 17, 19 i 28 de desembre                          |
| Tannhäuser                         | Richard Wagner        | Franz Beidler                       |                   | Lina Pasini-Vitale, Mercedes Ranz, Francesc Viñas, Mattia Battistini / Ramon Blanchart, Luigi Nicoletti Korman |           | 31 de desembre                                   |
| Carmen                             | Georges Bizet         | Vittorio Podesti                    |                   | Maria Verger, Francesco Fazzini / Emilio De Marchi, Rogelio Astillero / Francisco Molina, Ines Maria Ferraris, Conrad Giralt |           | 1 de gener                                       |
| Els mestres cantaires de Nuremberg | Richard Wagner        |                                     |                   | Virgilio Bellatti, Lina Pasini-Vitale, Tilde Carotini Zonghi, Francesco Fazzini, Arcasio Ghilardini, Eugenio Giraldoni, Luigi Nicoletti Korman, Conrad Giralt |           | gener                                            |
| Hamlet                             | Ambroise Thomas       |                                     |                   | Emilia Corsi, Maria Verger, Arcasio Ghelardini, Mattia Battistini, Luigi Nicoletti Korman |           | gener                                            |
| Cavalleria rusticana               | Pietro Mascagni       |                                     |                   | Emilia Corsi, Francesco Fazzini, Francisco Molina |           | gener                                            |
| Empòrium                           | Enric Morera          |                                     |                   | Emilia Corsi, Maria Verger, Bacardi |           | gener                                            |
| Pagliacci                          | Ruggero Leoncavallo   |                                     |                   | Emilia Corsi, Francesco Fazzini, Francisco Molina, Michele De Padova |           | gener                                            |
| Hänsel und Gretel                  | Engelbert Humperdinck |                                     |                   | Ines Maria Ferraris, Maria Verger |           | febrer                                           |
| La Atlántida                       | Nicolás de Urien      |                                     |                   | Maria Verger |           | febrer                                           |
| Samson et Dalila                   | Camille Saint-Saëns   |                                     |                   | Maria Verger, Orazio Cosentino, Michele De Padova |           | març                                             |
| Maria di Rohan                     | Gaetano Donizetti     |                                     |                   | Arcasio Ghelardini, Mattia Battistini |           | març                                             |
| Hamlet                             | Ambroise Thomas       | Edoardo Vitale                      |                   | Graziella Pareto, Maria Pozzi, Arcasio Ghelardini, Titta Ruffo, Sebastiano Cirotto, Conrad Giralt, Luigi Baldassari |           | abril                                            |
| Tosca                              | Giacomo Puccini       | Edoardo Vitale                      |                   | Lina Pasini-Vitale, Francesco Fazzini, Titta Ruffo (23, 26 abril) / Giuseppe Kaschmann (28 abril), Conrad Giralt, Luigi Baldassari, Tomàs Franco, Antoni Balaguer, Josep Ricart, Fernanda Duval                                                                      |           | 23, 26, 28 abril                                 |
| Die Walküre                        | Richard Wagner        |                                     |                   | Maria Grisi, Lina Pasini-Vitale, Margot Kaftal, Maria Pozzi, Guido Vaccari, Giuseppe Kaschmann, Sebastiano Cirotto |           | abril                                            |
| Lucia di Lammermoor                | Gaetano Donizetti     |                                     |                   | Graziella Pareto, Francesco Fazzini, Marino Aineto |           | abril                                            |
| La Bohème                          | Giacomo Puccini       |                                     |                   | Luigi Baldasari, Lina Pasini-Vitale, Amelia Campagnoli Cremona, Edoardo Garbin, Marino Aineto, Sebastiano Cirotto |           | maig                                             |
| Manon Lescaut                      | Jules Massenet        |                                     |                   | Giuseppina Baldassare-Tedeschi, Luigi Baldasari |           | maig                                             |
| La traviata                        | Giuseppe Verdi        | Vittorio Podesti                    |                   | Giorgina Caprile, Francesco Fazzini, Michele De Padova |           | desembre                                         |